# Eerste Kamerverkiezingen 2023/Kandidatenlijst/D66
De kandidatenlijst voor de Eerste Kamerverkiezingen van 2023 van de lijst Democraten 66 (D66) (lijstnummer 5) is na controle door de Kiesraad als volgt vastgesteld:
1. Paul van Meenen
2. Willemijn Aerdts
3. Boris Dittrich
4. Fatimazhra Belhirch
5. Antoon Kanis
6. Meryem Kilic-Karaasian
7. Peter van der Voort
8. Carla Moonen
9. Sander Janssen
10. Emmy Elgersma
11. Anne van Veenstra
12. Dave Ensberg-Kleijkers
13. Prachee van Brandenburg-Kulkarni
14. Jasper Klasen
15. Joost Röselaers
16. Joke Geldhof
17. Sjaak Neefjes
18. Christiaan Ponsen
19. Rita Braam-van Valkengoed
20. Stefan Wirken
21. Dirk-Jan Visser
22. Remko Zuidema
23. Marion Gout-van Sinderen
24. Tariq Sewbaransingh
25. Carinne Elion-Valter
26. Krista Heins
27. Joost Kramer
28. Niels Falch
29. Guido van Garderen
30. Ernst Dijxhoorn
31. Kees Verspui

FVD · VVD · CDA · GroenLinks · D66 · PvdA · PVV · SP · ChristenUnie · Partij voor de Dieren · 50PLUS · SGP · OPNL · JA21 · BBB · Volt